# 托蓋雷孔貝
托蓋雷孔貝（法語：Togoré-Coumbé），是馬里的城鎮，位於該國部，由莫普提區的泰南庫省負責管轄，面積1,448平方公里，海拔高度268米，2009年人口27,057，人口密度每平方公里19人。